# Samuel Uwikunda
Samuel Uwikunda (* 1987) ist ein ruandischer Fußballschiedsrichter.
Seit 2017 steht Uwikunda auf der Liste der FIFA-Schiedsrichter und leitet internationale Fußballpartien.
Beim Afrika-Cup 2024 in der Elfenbeinküste leitete Uwikunda zwei Spiele in der Gruppenphase. Zudem war er bei der U-20-Afrikameisterschaft 2021 in Mauretanien und bei der Afrikanischen Nationenmeisterschaft 2023 in Algerien im Einsatz.